# Euchromia polymena
 Euchromia polymena, in älterer Literatur auch als Sphinx polymena zu finden, ist ein in Asien und Australien vorkommender Schmetterling aus der Unterfamilie der Bärenspinner (Arctiinae).

## Merkmale

### Falter
Euchromia polymena erreicht eine Flügelspannweite von 40 bis 45 Millimetern. Die Flügel sind schwarz. Die Vorder- und Hinterflügeloberseiten sind mit großen gelb bis gelborange gefärbten Flecken versehen, die von einigen dunklen Adern durchzogen werden. In der Diskalregion der gestreckten Vorderflügel hebt sich ein halbmondförmiger blauer Diskoidalfleck ab. Auch die Flügelwurzel ist, ebenso wie der Kopf blau gefärbt. Der Kragen ist rot. Vom schwarzen Hinterleib heben sich auf dem ersten, vierten und fünften Segment jeweils rote, auf dem zweiten, dritten und sechsten Segment jeweils blaue Ringe ab. Bei beiden Geschlechtern sind die schwarzen Fühler gekämmt. Der  Saugrüssel ist gut entwickelt. In Flügelform und Gesamterscheinungsbild ähneln die Falter den Widderchen (Zygaenidae).

### Ei
Die Eier sind cremefarbig, glänzend und kugelförmig. Sie werden in großen Gruppen auf die Unterseite des Blattes einer Nahrungspflanze gelegt.

### Raupe
Die Raupen leben nach dem Schlüpfen zunächst gesellig. Ausgewachsen leben sie einzeln und erreichen eine Länge von bis zu 35 Millimetern. Der rötliche Raupenkörper ist mit Warzen überzogen, aus denen kurze schwarze Haarbüschel ragen. Von der ersten beiden sowie vom letzten Segment erstrecken sich lange dunkle Haarpinsel. Die kleine Kopfkapsel ist schwarz.

### Puppe
Die Verpuppung erfolgt in einem hellbraunen, haarigen Kokon. Die Puppe ist glänzend hell rotbraun gefärbt und zeigt zwei große schwarzbraune Augenflecke am Kopf.

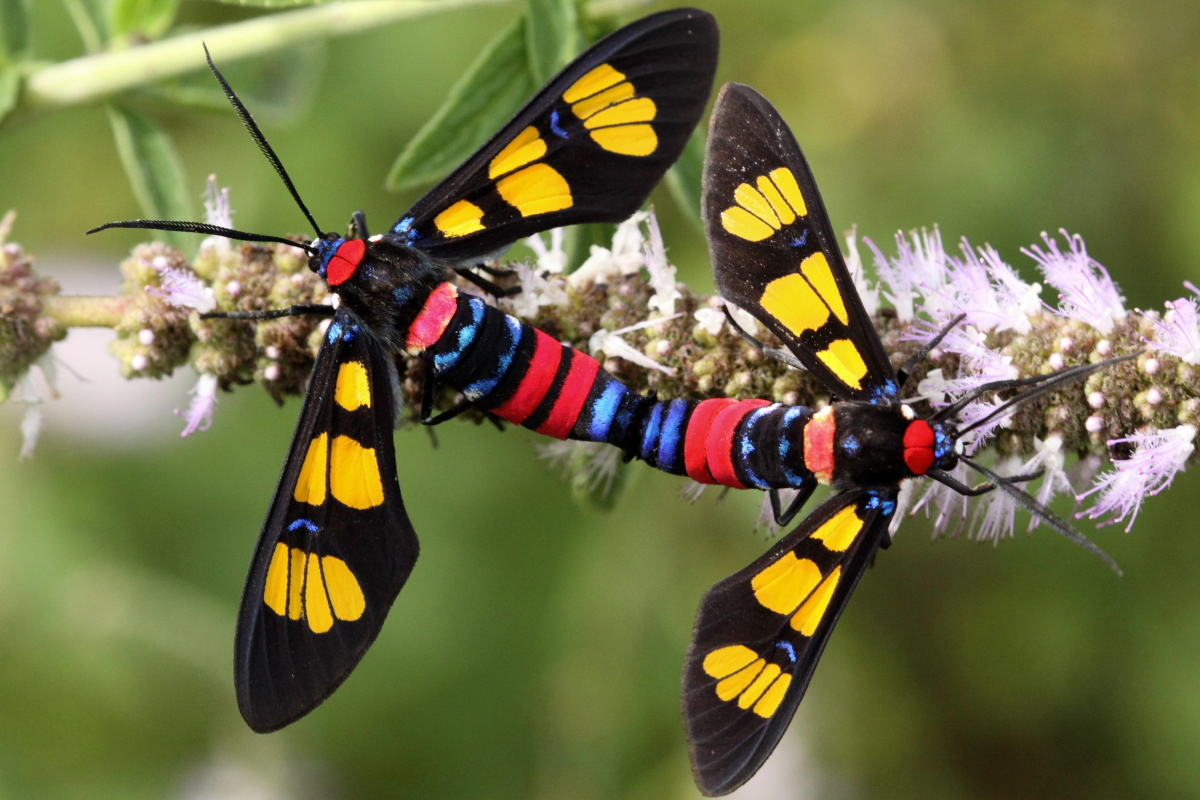
Kopula
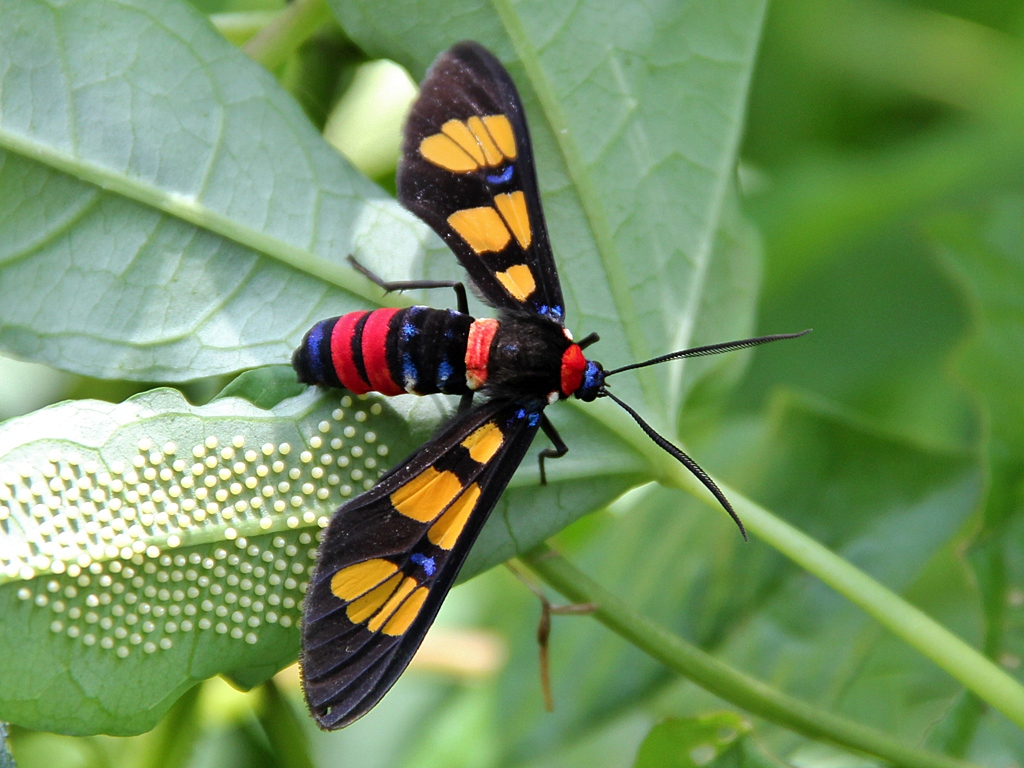
Eierlegendes Weibchen
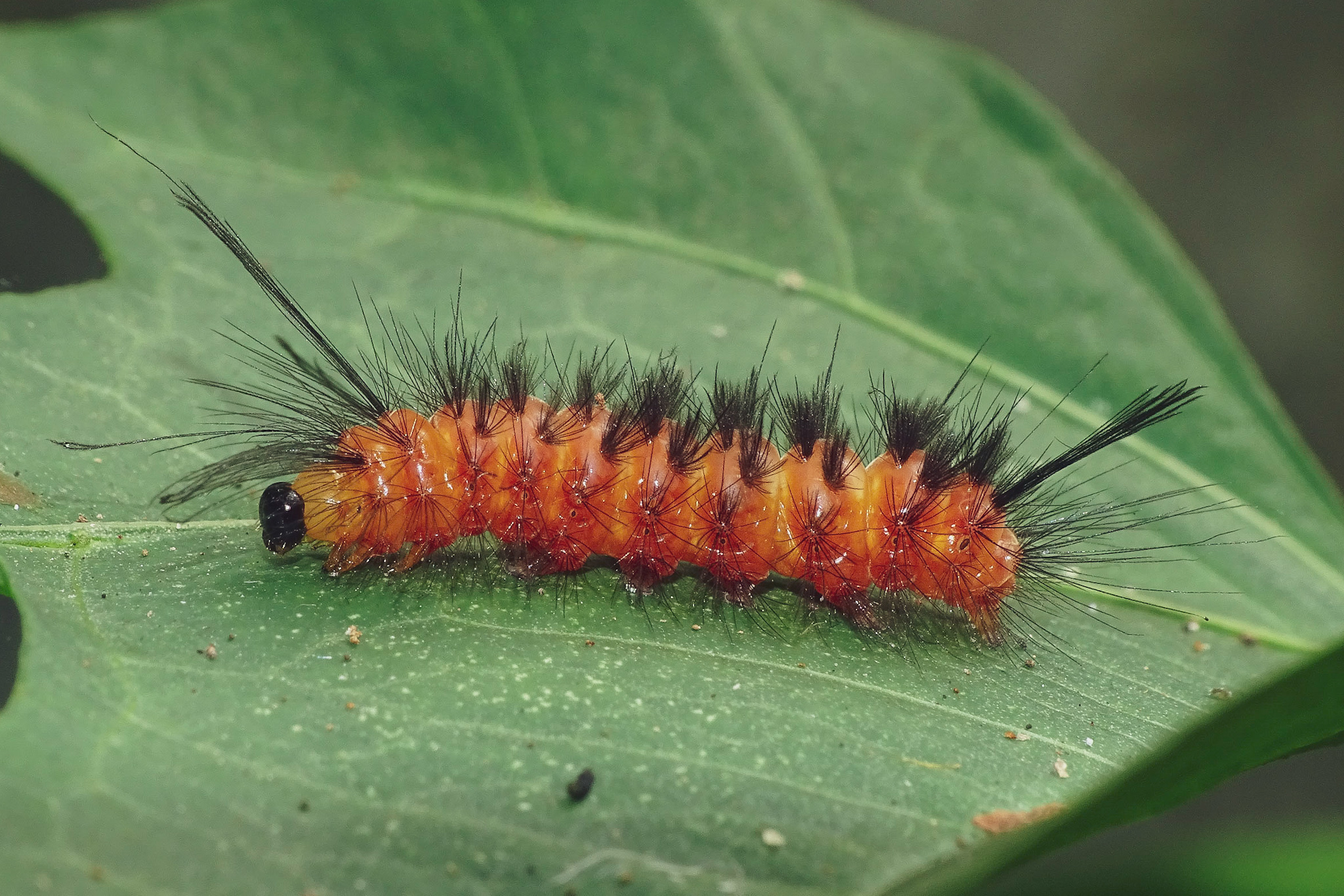
Raupe
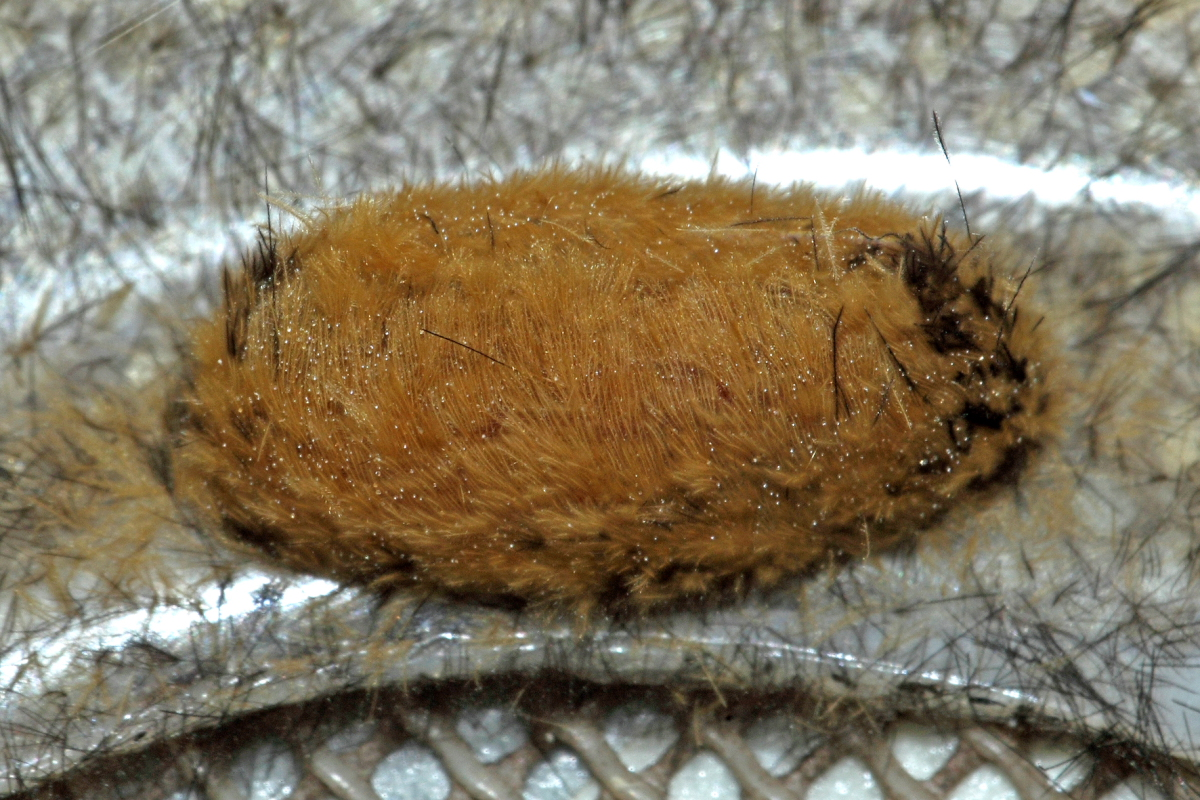
Puppe im Kokon
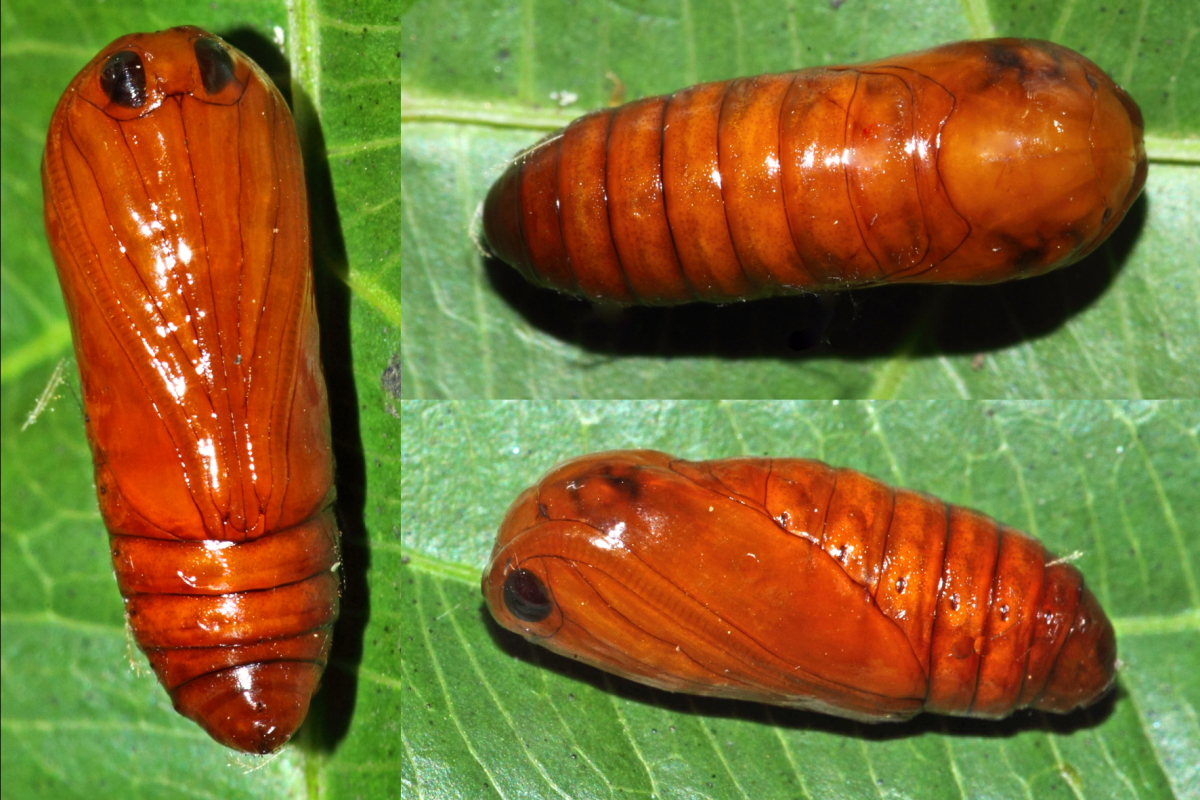
Freiliegende Puppen

### Ähnliche Arten
Euchromia elegantissima wird zuweilen als eigenständige Art geführt. Wegen der großen Ähnlichkeit zu Euchromia polymena ist dies jedoch zweifelhaft. Weitere Untersuchungen zur Klärung sind notwendig.

## Vorkommen
Euchromia polymena kommt in Indien, Sri Lanka, China, Taiwan, Thailand, Myanmar, Malaysia, Indonesien, den Philippinen sowie in Australien vor.

## Lebensweise
Die tagaktiven Falter fliegen durchgehend im Jahr in unterschiedlicher Häufigkeit. Zur Nektaraufnahme besuchen sie gerne verschiedene Blüten. Nahrungspflanzen der Raupen sind die Prunkwinden (Ipomoea).